# Jarovit
Jarovit (morda Gerovit/Herowith) je v slovanski mitologiji zahodnoslovansko božanstvo pomladi in vojne. 
Jarovit tako kot Jarilo verjetno izhaja iz pomladnega vegetativnega božanstva, vendar so mu dodane vojaške funkcije. Herbord (†1168)  poroča, da je v mestu Hologost stal hram boga Gerovita, katerega simbol je bil sveti ščit. Ebbo (†1163) Gerovita/Herowitha enači z rimskim Marsom. Niederle je mnenja, da je treba ime Gerovit prebrati kot Jarovit, pri čemer jaru pomeni »močan« < Kot kaže je namreč Gerovit samo sprememba korena iz Jarovit.